# جرذ الهملايا
جرذ الهملايا أو الجرذ التركستاني (الاسم العلمي: Rattus pyctoris) (بالإنجليزية: Himalayan Rat)‏ هو نوع من الحيوانات يتبع جنس الجرذ من الفصيلة الفأرية.